# Sierra Madre (település)
Sierra Madre város az USA Kalifornia államában, Los Angeles megyében. Lakosainak száma 11 268 fő (2020. április 1.).

## Népesség
A település népességének változása:
| Lakosok száma | 1303 | 10 917 | 11 268 |
|               | 1910 | 2010   | 2020   |